# Utrka na 80 m s preponama na Olimpijskim igrama
Osvajači olimpijskih medalja u atletici za žene u disciplini 80 m prepone, koja se našla u programu Igara u 8 navrata, prikazani su u donjoj tablici. Nakon Igara u Ciudad Mexicu 1968. godine ta je disciplina izbačena iz programa, te ju je zamijenila disciplina 100 m prepone.
| Olimpijske igre     | Zlato                                | Zlato                      | Srebro                     | Srebro                     | Bronca                     | Bronca                     |
| Los Angeles 1932.   | Babe Didrikson (USA)                 | 11.7 s                     | Evelyne Hall (USA)         | 11.7 s                     | Marjorie Clark (RSA)       | 11.8 s                     |
| Berlin 1936.        | Trebisonda Valla (ITA)               | 11.7 s                     | Anni Steuer (GER)          | 11.7 s                     | Elizabeth Taylor (CAN)     | 11.7 s                     |
| London 1948.        | Fanny Blankers-Koen (NED)            | 11.2 s                     | Maureen Gardner (GBR)      | 11.2 s                     | Shirley Strickland (AUS)   | 11.4 s                     |
| Helsinki 1952.      | Shirley Strickland de la Hunty (AUS) | 10.9 s                     | Maria Golubničaja (URS)    | 11.1 s                     | Maria Sander (FRG)         | 11.1 s                     |
| Melbourne 1956.     | Shirley Strickland de la Hunty (AUS) | 10.7 s                     | Gisela Köhler (EUA)        | 10.9 s                     | Norma Thrower (AUS)        | 11.0 s                     |
| Rim 1960.           | Irina Press (URS)                    | 10.8 s                     | Carole Quinton (GBR)       | 10.9 s                     | Gisela Birkemeyer (EUA)    | 11.0 s                     |
| Tokio 1964.         | Karin Balzer (EUA)                   | 10.5 s                     | Teresa Ciepły (POL)        | 10.5 s                     | Pam Kilborn (AUS)          | 10.5 s                     |
| Ciudad Mexico 1968. | Maureen Caird (AUS)                  | 10.3 s                     | Pam Kilborn (AUS)          | 10.4 s                     | Chi Cheng (ROC)            | 10.4 s                     |
| Od OI 1972.         | Utrka na 100 m s preponama           | Utrka na 100 m s preponama | Utrka na 100 m s preponama | Utrka na 100 m s preponama | Utrka na 100 m s preponama | Utrka na 100 m s preponama |